# Eloy Vargas
Eloy Antonio Camacho Vargas (Moca, 30 dicembre 1988) è un cestista dominicano.

## Carriera
Con la Rep. Dominicana ha disputato due edizioni dei Campionati mondiali (2014, 2019) e due dei Campionati americani (2013, 2015).

## Palmarès
- Campione NCAA (2012)